# Mason City (Nebraska)
Mason City é uma vila localizada no estado americano de Nebraska, no Condado de Custer.

## Demografia
Segundo o censo americano de 2000, a sua população era de 178 habitantes.
Em 2006, foi estimada uma população de 171, um decréscimo de 7 (-3.9%).

## Geografia
De acordo com o United States Census Bureau, a localidade tem uma área de 1,2 km², sem área coberta por água. Mason City localiza-se a aproximadamente 689 m acima do nível do mar.

## Localidades na vizinhança
O diagrama seguinte representa as localidades num raio de 28 km ao redor de Mason City.